# Maski, Lingsugur
Maski là một làng thuộc tehsil Lingsugur, huyện Raichur, bang Karnataka, Ấn Độ.